# Tempus-Word
Die Textverarbeitungssoftware Tempus-Word wurde 1990 von der Firma Creative Computer Design (CCD) aus Eltville (Hessen, Deutschland) für den Atari ST und Atari TT entwickelt und veröffentlicht. Nach der Schließung des Unternehmens Creativ Computer Design (Claudio Kronmüller, Norbert Simon und Manfred Lang) wurde die Entwicklung 2004 eingestellt.
Neue Versionen von Tempus-Word wird es nach Angaben der Verantwortlichen nicht mehr geben. Es werden aber weiterhin Bugfixes für Tempus-Word angeboten.

## Entwicklungsgeschichte
Hervorgegangen ist die Textverarbeitungsoftware Tempus-Word aus dem Texteditorprogramm Tempus-Editor, das die Benutzeroberfläche GEM benutzt.
Bei der Veröffentlichung von Gemulator 1992 wurde explizit darauf hingewiesen, dass Tempus Word mit dem Emulator für PC-DOS funktioniert.
Am 16. Juli 2003 wurde die Version 5.00 veröffentlicht, die die letzte Version 2.92 von Creativ Computer Design ablöste. In den Versionen 5.01 und 5.02 wurden kleinere Fixes und Änderungen vorgenommen. In der Version 5.1 wurden Menueinträge und Importfunktionen geändert. Über die Version 5.15, 5.2 und 5.3 wurde die letzte Version 5.4 am 27. Dezember 2004 veröffentlicht.

## Systemvoraussetzungen

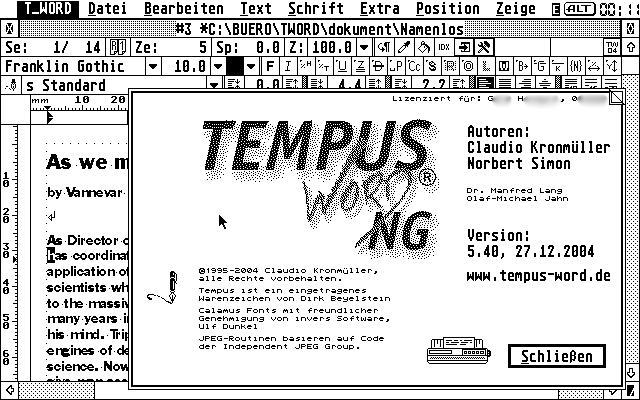

### Atari
Für den Einsatz von Tempus-Word reicht ein Atari-Rechner mit 8 MHz Taktfrequenz, 10 MB Festplattenspeicher und 4 MB Arbeitsspeicher. Das Programm braucht nicht installiert zu werden.

### Windows
Neben den Hardwareanforderungen der Atari-Version wird zusätzlicher Festplatten- und Arbeitsspeicherplatz bei dem Betrieb unter Microsoft Windows für den TOS-Emulator benötigt, der bei der Windows-Version als Runtime-Version mitgeliefert wird. Der Arbeitsspeicher sollte 64 MB und die Prozessorgeschwindigkeit 300 MHz betragen.

### Apple
Tempus-Word kann ebenfalls mit einem TOS-Emulator unter den Apple-Betriebssystemen betrieben werden. Die Hardwareanforderungen sind entsprechend dem genutzten Emulator, zuzüglich der von Tempus-Word benötigten Ressourcen.